# Köpstadsö
Köpstadsö est une île faisant partie de l'archipel de Göteborg en Suède.
C'est une des îles situées le plus à l'est de l'archipel. Elle n'a qu'une centaine de résidents à l'année, mais la population atteint 300 habitants en été.